# 巴黎当代乐团

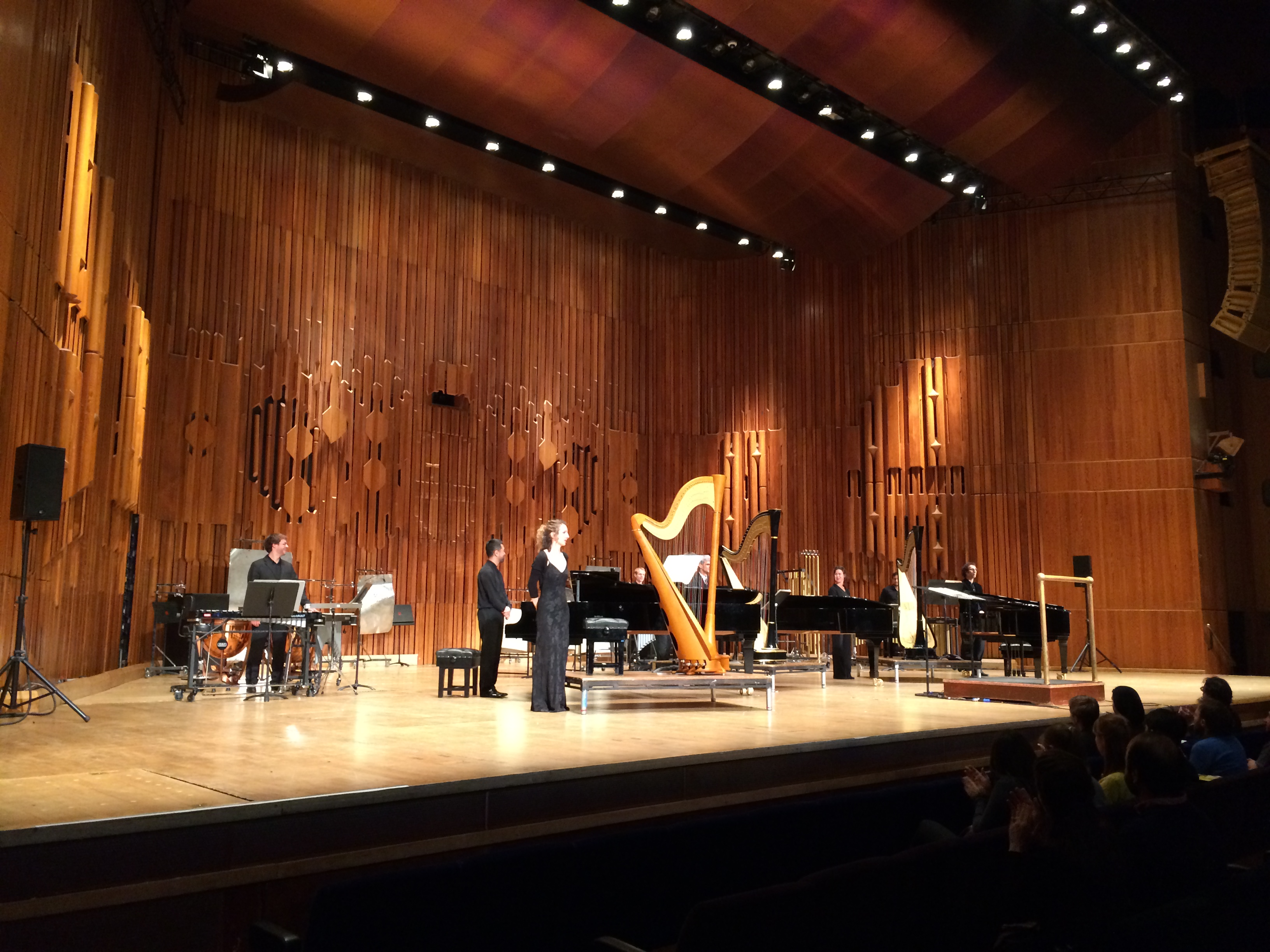
巴黎当代乐团（2015年4月，巴比肯艺术中心）

巴黎当代乐团（法語：Ensemble InterContemporain，縮寫為EIC）是世界知名当代音乐乐团之一，位于法国巴黎，2015年1月起驻地巴黎爱乐厅。 

## 沿革
巴黎当代乐团由皮埃尔·布列兹于1976年创立，是世界上最具影响力的当代音乐合奏团体之一。乐团现今每季举办约70场音乐会，他们的风格多样，经常首演有实验性质的音乐作品，并有大量录音作品。该乐团目前有31名成员。

### 歷任首席指挥
- 皮埃尔·布列兹（1976－1978年）
- 厄特沃什·彼得（1979－1991年）
- 大衛·羅伯森（1992－1999年）
- 乔纳森·诺特（英语：Jonathan Nott）（2000－2005年）
- 苏珊娜·迈尔基（2006－2012年）
- 马蒂亚斯·平切尔（英语：Matthias Pintscher）（2013年－）

## 作品節選

### 唱片
- 卢西亚诺·贝里奥：Sequenze 1–13（DG）
- 皮埃尔·布列兹：Réponse（DG）
- 皮埃尔·布列兹：Sur Incises, Messagesquisse, Anthèmes 2（DG）
- 皮埃尔·布列兹：Le Marteau sans maître, Dérive 1 & 2（DG）
- 陈银淑：Akrostichon – Wortspiel（DG）